# Leïla Olivesi
Pour les articles homonymes, voir Olivesi.
Leïla Olivesi, née en 1978 au Moulin d'Andé en Normandie, est une compositrice, pianiste et cheffe d'orchestre de jazz française. Elle a notamment joué avec Jean-Charles Richard, Élisabeth Kontomanou, Manu Codjia, Émile Parisien, Jeanne Added, Magic Malik, Rick Margitza, Sébastien Llado, Glenn Ferris, Stéphane Belmondo, Anne Paceo, David Binney, John Betsch, Leon Parker, Laurent Mignard… Parmi ses principales influences, on peut citer Duke Ellington et Wayne Shorter.

## Biographie

### Jeunesse et formation
Leïla Olivesi est née d'un père mauritanien et d'une mère corse d'origine marocaine. Ses parents, mélomanes, écoutent Astor Piazzolla, Nina Simone, Miles Davis ou John Coltrane. Sa grand-mère, premier violon au Conservatoire de Paris, joue en duo avec elle.
Elle fait ses études à Paris. Au Conservatoire de Paris et à l'IACP, elle obtient des diplômes en piano jazz, en formation musicale, écriture et orchestration. Elle y étudie notamment avec Mulgrew Miller, Stéphane Belmondo, Manuel Rocheman, Bernard Maury, Carine Bonnefoy ou Lionel Belmondo. Parallèlement, elle suit une formation aux lettres modernes (hypokhâgne Sciences Po, khâgne philo) et obtient une maîtrise de philosophie à l'université Paris 1 Panthéon-Sorbonne. En 2024, elle obtient un doctorat en musicologie grâce à une thèse sur L’œuvre de Duke Ellington, soutenue à la Faculté des lettres de Sorbonne Université.

### Carrière
Dès l'âge de 13 ans, elle se produit sur scène avec la troupe des P'tits Loups du jazz, sous la direction d'Olivier Caillard avec des musiciens comme John Betsch, Glenn Ferris, Lionel et Stéphane Belmondo, Al Levitt ou Stéphane Grappelli.
En 2004, à 26 ans, elle monte le Brahma sextet et publie son premier album, Frida, inspirée entre autres par Frida Kahlo ou Virginia Woolf.
Son deuxième album, L'Étrange Fleur, paraît en 2007. On y trouve des poèmes de la mère de Leïla Olivesi en hommage à Aïsha Kandisha, mis en musique par la pianiste et chantés par Élisabeth Kontomanou. Sur cet album figurent également le guitariste Manu Codjia et le batteur Donald Kontomanou, compagnons de route fidèles d'Olivesi.
En 2012 paraît son troisième album, Tiy, qu'elle autoproduit, inspiré par des femmes de l'Égypte antique, comme Tiy ou Néfertiti. L'album est notamment salué par Télérama. La même année, elle compose six morceaux pour l'album Sweet Talk de la chanteuse Stéphanie Lemoine.
En 2015 paraît Utopia avec David Binney (saxophone), Manu Codjia (guitare), Yoni Zelnik (contrebasse) et Donald Kontomanou (batterie). L'album est inspiré par le philosophe et essayiste du XVIIe siècle, Cyrano de Bergerac, et particulièrement par ses ouvrages Histoire comique des États et Empires de la Lune et Histoire comique des États et Empires du Soleil. Ce sont les questions d'utopie et de critique sociale posées par le libre penseur qui ont inspiré les compositions d'Olivesi, qui chante sur deux morceaux,. L'album est salué par la critique (Jazz Magazine, Libération, Culture Jazz, Dernières nouvelles du jazz, Piano Bleu…).
À partir de 2015, elle donne avec Claude Carrière des conférences sur Duke Ellington à la Maison du Duke.
En 2019, elle publie son 5e album, la Suite Andamane grâce un appel au financement participatif. La Suite Andamane a d'abord été écrite pour orchestre de jazz, orchestre à cordes et chœur. L'album paraît en septembre 2019. On y trouve des hommages à Geri Allen et à Duke Ellington. L'album est le « coup de cœur » de l'Académie Charles-Cros en 2020.
En 2022, elle publie son 6e album Astral en faisant appel à nouveau au financement participatif. C'est un album en grande formation, sur lequel elle rend quelques hommages, notamment à Mary Lou Williams et Claude Carrière. Deux morceaux mettent en musique des poèmes de Lucie Taïeb,,.
En 2024, elle compose une Rhapsody in Black pour chœur, solistes et quintette instrumental et la créée en l'Église Saint-Eustache de Paris le 25 juin 2024. Il s'agit d'une commande du Chœur philharmonique international, écrite sur des poèmes de François Sengat Kuo, Michel Ducasse, David Diop, Aimé Césaire et Léopold Sédar Senghor. La pièce est reprise à la Maison de Radio-France le 4 octobre 2024.
La même année, elle publie son 7e album, Écho, grâce un appel au financement participatif. Elle joue au sein du collectif CHAMI, qui regroupe Jean-Michel Bardez, Jean-Marc Chouvel, Donald Kontomanou, Manu Codjia et Lucie Taïeb, avec Gilles Olivesi à la prise de son.

## L'ensemble
- Piano : Leïla Olivesi
- Percussions : Donald Kontomanou (depuis 2003)
- Guitare : Manu Codjia
- Contrebasse : Yoni Zelnik
- Saxophone baryton : Jean-Charles Richard
- Saxophone ténor : Adrien Sanchez
- Saxophone alto, flute : Baptiste Herbin
- Trompette, bugle : Quentin Ghomari
- Trombone : Glenn Ferris
- Chant : Chloé Cailleton

## Récompenses
- 2002 : prix au concours du festival Jazz à Montmartre[1]
- 2003 : Trophée du Sunside
- 2004 : Prix Sacem pour Frida[réf. nécessaire]
- 2007 : Prix Défi jeunes du ministère de la Jeunesse et des Sports pour L'Étrange Fleur[17]
- 2013 : Premier prix du concours de composition pour Big Band « Ellington composers » avec sa composition Summer Wings[10],[27]
- 2019 : finaliste du Prix Django-Reinhardt[28]
- 2020 : « Coup de cœur » de l'Académie Charles-Cros pour Suite Andamane[22]
- 2023 : Prix Django-Reinhardt[29]

## Discographie

### En tant que cheffe et musicienne
- 2004 : Frida, Brahma sextet avec Jeanne Added, Julien Alour, Jean-Philippe Scali, Benjamin Body et Donald Kontomanou (Attention Fragile)
- 2007 : L'Étrange Fleur, quartet avec Élisabeth Kontomanou et Manu Codjia (Nocturne)
- 2012 : TIY, trio avec en invités Manu Codjia et Émile Parisien (Attention Fragile)
- 2015 : Utopia, quartet avec en invité David Binney (Jazz & People)
- 2019 : Suite Andamane avec Baptiste Herbin, Jean-Charles Richard, Adrien Sanchez, Quentin Ghomari, Glenn Ferris, Manu Codjia, Donald Kontomanou, Yoni Zelnik et Chloé Cailleton (Attention Fragile)
- 2022 : Astral avec Adrien Sanchez, Baptiste Herbin, Jean-Charles Richard, Quentin Ghomari, Manu Codjia, Donald Kontomanou, Yoni Zelnik, Géraldine Laurent et Chloé Cailleton (Attention Fragile)
- 2024 : Échos, avec le Collectif CHAMI

### En tant que musicienne
- 1992 : Les P'tits Loups du jazz (Enfance et musique), avec le groupe Les P'tits Loups du jazz
- 1995 : Baby Blues (Enfance et musique), avec le groupe Les P'tits Loups du jazz
- 1996 : Le retour des p'tits loups (Enfance et musique), avec le groupe Les P'tits Loups du jazz
- 1998 : La ferme de Bercagny (Enfance et musique), avec le groupe Les P'tits Loups du jazz
- 2011 : Avec deux ailes[30] (Disques de Lily), avec le Sébastien Llado quartet
- 2012 : Sweet Talk (Anticraft), avec Stéphanie Lemoine

### Pour la télévision
- 2010 : Musulmans de France (3x52 min) de Karim Miské (Production Phares et Balises)[31]
- 2009 : Demoiselles du ring (52 min) d’Ilana Navaro (Coproduction Cineteve/France Télévisions)[32]
- 2008 : Un Choix pour la vie (52 min) de Karim Miské (Production Point du jour)[33]

## Publications
- Leïla Olivesi, Le rôle du piano dans l’orchestre de Duke Ellington (mémoire de 2e année de master en “Musique et musicologie”, sous la direction de Laurent Cugny), Paris, IREMUS - Institut de recherche en musicologie, 2021, 70 p. (lire en ligne).
- Leïla Olivesi, FM Jazz Pratique : Rythme, harmonie et jeu instrumental, vol. 1, Éditions Delatour, 2021 (lire en ligne)[34]
- Leïla Olivesi, FM Jazz Pratique, vol. 2, Éditions Delatour, 2021 (lire en ligne)[34]